# Avant-garde (journal)
Pour les articles homonymes, voir Avant-garde.
L'Avant-garde est un hebdomadaire français, fondé en septembre 1920 par un groupe de jeunes socialistes ralliés aux idées communistes. Il est lié à la Fédération des jeunesses communistes de France, devenue le Mouvement des jeunes communistes de France.

## Histoire
Fondé avec la Jeunesse communiste en 1920, l'évolution d’Avant-garde a suivi celle du mouvement, sans que sa parution s'arrête jamais. Originellement appelé L'Avant-garde ouvrière et communiste ou L'Avant-garde ouvrière et paysanne, 826 numéros seront édités jusqu'en 1939. Le mensuel devient alors clandestin et sa parution est moins régulière, mais ne cesse pas. En 1945, il devient l'hebdomadaire de l'Union de la jeunesse républicaine de France (UJRF), mouvement créé autour de la JC pour fédérer toutes les forces de gauche issues de la Résistance. 